# Alpina costimaculata
Alpina costimaculata är en fjärilsart som beskrevs av Eugen Wehrli 1919. Alpina costimaculata ingår i släktet Alpina och familjen mätare. Inga underarter finns listade i Catalogue of Life.